# 彼得·拉里施
彼得·拉里施（德語：Peter Larisch，1950年9月13日—），德国前男子手球运动员。他曾代表东德国家队参加1972年夏季奥林匹克运动会手球比赛，结果队伍获得第四名。